# Интибука
Интибука̀ (на испански: Intibucá) е един от 18-те департамента на централноамериканската държава Хондурас. Населението е 202 140 жители (приб. оц. 2005 г.), а общата му площ e 3072 км². Създаден е през 1883 г.

## Общини
Департаментът се състои от 17 общини, някои от тях са:
1. Долорес
2. Камаска
3. Магдалена
4. Сан Антонио
5. Сан Исидро
6. Сан Марко де Сиера
7. Сан Хуан